# والديمار ماتيسيك
والديمار يوسف ماتيسيك (بالبولندية: Waldemar Józef Matysik)‏ (مواليد 27 سبتمبر 1961) هو لاعب كرة قدم. يلعب مع منتخب بولندا لكرة القدم. سبق له أن لعب في كأس العالم لكرة القدم مع منتخب بلاده.

## روابط خارجية
- والديمار ماتيسيك على موقع الاتحاد الدولي (مؤرشف)  (الإنجليزية)
- والديمار ماتيسيك على موقع قاعدة بيانات كرة القدم.إي يو (الإنجليزية)
- والديمار ماتيسيك على موقع بيانات كرة القدم. دي إي (الألمانية)
- والديمار ماتيسيك على موقع ناشيونال فوتبول تيمز (الإنجليزية)
- والديمار ماتيسيك على موقع Soccerway.com (الإنجليزية)
- والديمار ماتيسيك على موقع عالم كرة القدم.نت (الإنجليزية)